# Wezembeek-Oppem
Wezembeek-Oppem anhörenⓘ ist eine belgische Fazilitäten-Gemeinde in der Provinz Flämisch-Brabant. Die heutige Gemeinde entstand aus einer Zusammenlegung der Orte Wezembeek und Oppem.
Wezembeek-Oppem ist die einzige Fazilitäten-Gemeinde um Brüssel, die nicht direkt an die Region Brüssel-Hauptstadt grenzt. Vielmehr wird die Gemeinde durch einen teilweise nur wenige hundert Meter breiten Streifen des Grundgebiets von Kraainem von Woluwe-Saint-Pierre/Sint-Pieters-Woluwe getrennt. 
Die Gemeinde verfügte früher über einen eigenen Eisenbahnanschluss, der jedoch mittlerweile in die Tramlinie 39 der STIB/MIVB umgewandelt wurde. Ganz im Süden tangiert auch die Tramlinie 44 den Ort. Diese verbindet Wezembeek-Oppem mit Woluwe-Saint-Pierre und der Metro-Linie 1. Zudem verbinden zahlreiche Buslinien der De Lijn die Gemeinde mit der Region Brüssel, dem Flughafen und Löwen. 
Die Gemeinde beherbergt eine große Gemeinde internationaler Expatriaten, unter anderem wegen der in Wezembeek-Oppem befindlichen Internationalen Deutschen Schule Brüssel und der im benachbarten Tervuren gelegenen britischen Schule. Insbesondere gilt der Ort als Hochburg der Deutschsprachigen in der Region Brüssel; nach den Zahlen der Generaldirektion Statistik und Wirtschaftsinformation sind allein über 5 Prozent der Bevölkerung deutschsprachige Ausländer, hinzu kommen noch die deutschsprachigen Belgier. Neben der deutschen Schule gibt es deutschsprachige Kindergärten, Geschäfte, Ärzte und Vereine.

## Wappen
Beschreibung: In Schwarz ein weißes Ankerkreuz.

## Weblinks

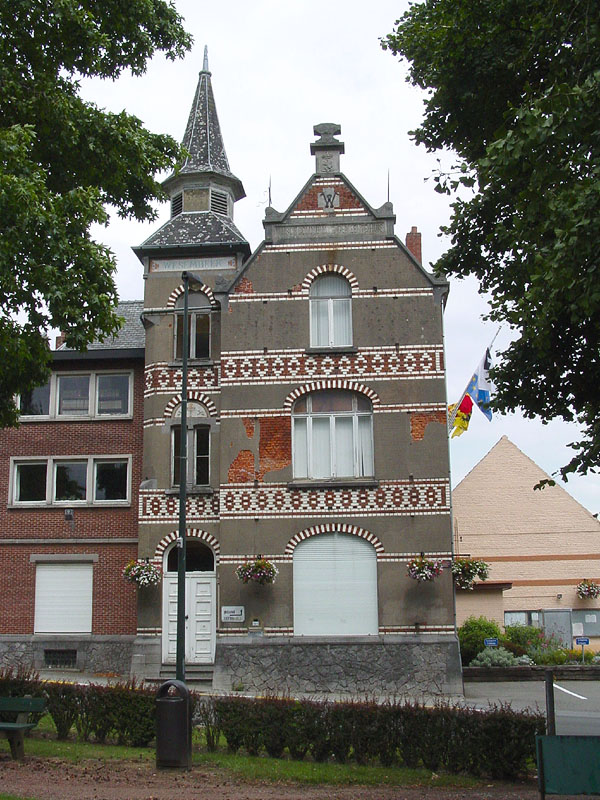
Rathaus Wezembeek-Oppem